# Cecylia von Oldenburg
Cecylia von Oldenburg (ur. 22 czerwca 1807 w Sztokholmie, zm. 27 stycznia 1844 w Oldenburgu) – księżniczka szwedzka, wielka księżna Oldenburga.
Córka króla Szwecji Gustawa IV i księżniczki badeńskiej, królowej Fryderyki Doroty. Była siostrą księcia Gustawa i Zofii Wilhelminy, wielkiej księżnej Badenii.
Cecylia wyszła za mąż za Pawła Fryderyka Augusta, wielkiego księcia Oldenburga. Cecylia była jego trzecią żoną. Uroczystość zaślubin odbyła się w sierpniu w 1831 roku. Cecylia i wielki książę Paweł mieli trójkę dzieci:
- Aleksander Fryderyk Gustaw (ur. 16 czerwca 1834, zm. 6 czerwca 1835);
- Mikołaj Fryderyk August (ur. 15 lutego 1836, zm. 30 sierpnia 1837);
- Antoni Günther Fryderyk Elimar (ur. 23 stycznia 1844, zm. 17 października 1895).